# جيمس مانغولد
جيمس مانغولد (بالإنجليزية: James Mangold)‏ هو مخرج وكاتب سيناريو أمريكي.

## الأعمال
- 1999: فتاة توقف
- 2005: السير على الخط
- 2007: 10 إلى يوما
- 2010: فارس ويوم
- 2013: الوولفيرين

## وصلات خارجية
- جيمس مانغولد على موقع IMDb (الإنجليزية)
- جيمس مانغولد على موقع روتن توميتوز (الإنجليزية)
- جيمس مانغولد على موقع مونزينجر (الألمانية)
- جيمس مانغولد على موقع ألو سيني (الفرنسية)
- جيمس مانغولد على موقع تيرنر كلاسيك موفيز (الإنجليزية)
- جيمس مانغولد على موقع أول موفي (الإنجليزية)
- جيمس مانغولد على موقع بوكس أوفيس موجو (الإنجليزية)
- جيمس مانغولد على موقع قاعدة بيانات الأفلام السويدية (السويدية)
- جيمس مانغولد على موقع إن إن دي بي (الإنجليزية)
- جيمس مانغولد على موقع قاعدة بيانات الفيلم (الإنجليزية)